# Tahannaout
Tahannaout o Tahnaout es una ciudad y comuna, capital de la provincia de Al Hauz de la región de Marrakech-Safí de Marruecos. Se encuentra a 34,5 kilómetros por carretera al sur de Marrakech, cerca del pie de las montañas del Atlas.Contiene un cementerio judío.

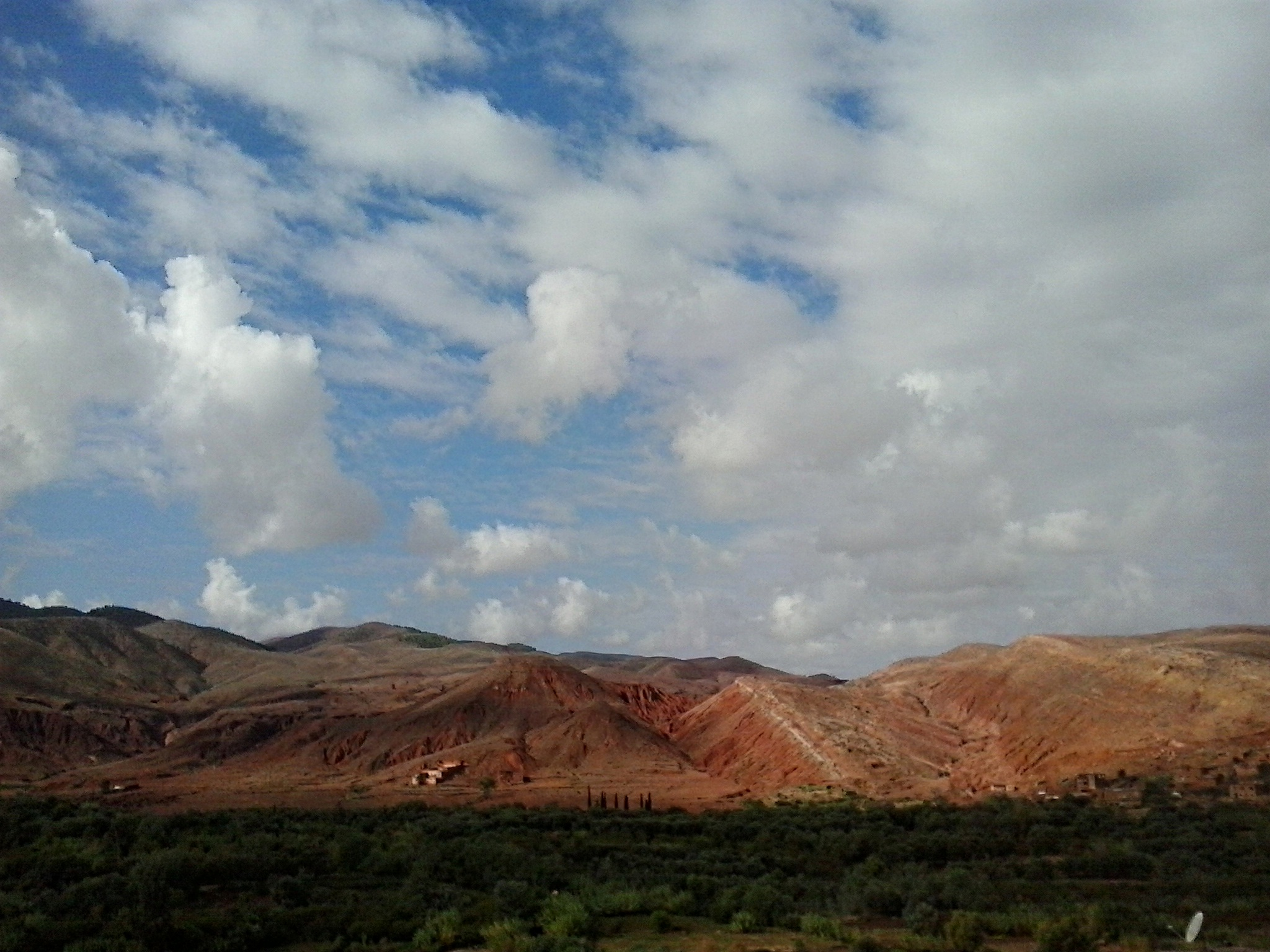